# Miço Kendeş
Miço Kendeş est  un chanteur, compositeur et joueur de buzuk. Il est kurde, suisse et français né au nord de la Syrie à la frontière turque. Il est le frère du musicien kurd Baran Kendeş qui est décédé en 2003.

## Biographie
Il dit de lui-même avoir commencé à chanter en apprenant à parler. Sensible très jeune à toute expression musicale, il s'abreuve aux veillées de contes, de chants et d'épopées qui se tenaient dans la maison familiale, des rencontres animées par un conteur-chanteur Dengbej, un barde dirait-on sous d'autres cieux. Ces récits, en majorité épiques, ont forgé l'imaginaire de Miço Kendeş.
Il a aussi abondamment « appris » de sa grand-mère qui chantait des histoires fantastiques sans fin, transmettant ainsi ce qui constitue la « tradition orale » des Kurdes de cette région.
Dès l'école primaire, il saisit toute occasion de faire entendre sa voix : concours de chants, fêtes locales… il chante alors en arabe et en kurde, au gré des circonstances. Il apprend – en autodidacte – à jouer du tamboura et du bouzouk, deux instruments traditionnels à cordes pincées. Il maîtrise aussi le chant en arabe, et a appris à jouer du oud. Les musiques turques et persanes lui sont familières.
Son cursus scolaire le menant à Alep, il en profite pour approfondir sa formation musicale, essentiellement au travers de cours privés auprès de musiciens confirmés. Il participe à de nombreuses activités musicales, chante comme soliste dans une chorale, anime des rencontres musicales universitaires et publie des articles sur la musique. À la recherche de sources authentiques, il déniche des enregistrements de chanteurs aussi traditionnels qu'inconnus et presque délaissés. Il recense des centaines de chansons traditionnelles kurdes, dont les rares enregistrements disponibles sont vieux et médiocres. Si Miço Kendeş s'intéresse à son patrimoine musical, c'est précisément pour mettre sa voix magnifique au service de cette mémoire populaire. Sa maîtrise des techniques vocales propres à sa région lui permet d'aborder des registres diversifiés. Ainsi, il est parfaitement à l'aise dans plusieurs répertoires traditionnels. Il chante également ses propres compositions, sur des poèmes modernes dont il est parfois l'auteur.
Il enregistre un disque de chants traditionnels et populaires kurdes, d'auteurs souvent inconnus, dont il donne une interprétation personnelle fidèle à ses racines culturelles (Memê Alan, Amori, Lausanne, 2001).
Il donne ensuite plusieurs concerts en Europe et aux États-Unis, entre autres :
Festival Nuits Atypiques (France) 
Festival San Francisco World Music (États-Unis) 
Festival Stimmen (Allemagne) 
Festival Bidasoafolk (Espagne)
Festival Notes d’Equinoxe (Suisse)
Festival Autres Rivages (France)
Festival Aux heures d’été (France)
Théâtre de la Ville - Paris (France)
Il participe à des émissions de télévision et de radio. Plusieurs articles lui sont consacrés dans la presse.
Il se produit accompagné par ses musiciens : qanoun, violon, bouzouk, daf (percussion), balaban (flûte). Il peut aussi s’accompagner lui-même au bouzouk, avec un percussionniste.

## Discographie

### Albums
- 1985 : Baranê
- 1993 : Çima
- 2001 : Memê alan
- 2006 : Made in Switzerland / collection